# Клюки (Киевская область)
Клюки́ (укр. Клюки) — село, входит в Белоцерковский район Киевской области Украины.
Население по переписи 2001 года составляло 691 человек. Почтовый индекс — 09853. Телефонный код — 4560. Занимает площадь 2,922 км². Код КОАТУУ — 3224684001.

## Местный совет
09853, Київська обл., Тетіївський р-н, с.Клюки